# Круитни

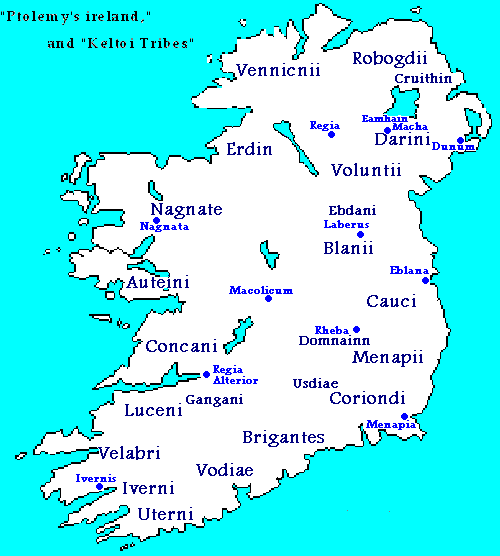
Население древней Ирландии согласно карте Птолемея

Круитни (ед. ч. др.‑ирл. Cruithin, Cruithnech, мн. ч. др.‑ирл. Cruithnich, Cruithni, ˈkrɪθnɛ, ирл. Cruithne, ˈkrɪnʲə, ˈkrɪhnʲə, ˈkrɪnʲə (в зависимости от диалекта)) — один из народов древней Ирландии, проживавший на территории современных графств Даун, Антрим и Лондондерри в период раннего Средневековья.
Источники раннего Средневековья отличали круитнов от ирландского племени уладов, проживавшего в Ольстере, хотя одна из династий правителей круитнов, Dál nAraide, считала себя происходившей от na fir Ulaid, «подлинных уладов». В раннеирландских генеалогиях с круитнами также связывают племя лойгис, от которых происходит название графства Лэйиш в Ленстере, и племя соган, проживавшее в Коннахте.

## Круитны и пикты
Раннесредневековые ирландские авторы также использовали термин Cruthin для обозначения проживавших в Шотландии пиктов, откуда можно сделать вывод, что круитны были ветвью пиктов. Т. Ф. О’Райли (T. F. O'Rahilly) реконструирует праформу cruthin как *kʷriteni. Поскольку в древних уэльских источниках пикты обозначались как Prydyn, О’Райли предполагал, что так в гойдельском (Q-кельтском) языке отразилось бриттское *pritenī. Таким образом, названия круитнов и пиктов происходят от одного и того же слова — в гойдельском и бриттском вариантах (в гойдельской ветви кельтских языков древнее kw перешло в k, а в бриттской — в p).
С другой стороны, археологические памятники на территории круитнов не позволяют говорить об их отличии от соседних кельтских племён. Писавшие по-латински раннеирландские писатели никогда не использовали термин Picti (пикты) для обозначения круитнов. В исторические времена круитны практиковали ту же ирландскую систему наследования по мужской линии среди derbfhine (потомков одного прадеда), что и прочие ирландцы (в отличие от матрилинейного наследования у пиктов) и говорили по-ирландски. Дави О’Кронин считает ошибочным предположение о том, что круитны были «ирландскими пиктами» и вообще были как-то связаны с пиктами Шотландии. Подобной же точки зрения придерживался специалист по пиктскому языку Кеннет Джексон.

## Упоминания в ирландских анналах
На заре ирландской письменной истории, в V веке н. э., круитны были более могущественным племенем, чем улады, вытесненные в то время на восток современных графств Антрим и Даун. Некий Дубслот уа Трена «из пиктов» (do Cruithneachaib), согласно «Анналам Тигернаха», убил Колмана Старшего, сына Верховного короля Ирландии Диармайта мак Кербайлла в 555 или 558 году, а самого Диармайта убил король Ульстера Аэд Чёрный в 565 году.
Позднее, однако, круитны сами стали уступать натиску со стороны Уи Нейллов. В «Анналах Ульстера» засвидетельствована победа северных Уи Нейллов во главе с королями Форггусом, Домналлом и Айнмере над конфедерацией королей круитнов при Мойн Дайри Лотайр (Móin Dairi Lothair, ныне графство Лондондерри) в 563 году, в результате чего круитны уступили свою территорию между рекой Банн и рекой Мойола — королевству Айлех, а между реками Банн и Буш — королевству Айргиалла.
Постепенно термин Cruthin становится синонимом династии Дал Арайде. В Анналах упоминается битва между круитнами и уладами при Белфасте в 668 году, а последнее использование термина в анналах относится к 773 году, когда умер Flathruae mac Fiachrach, «король круитнов». К XII веку термин Cruthin используется уже не как этноним, а только и исключительно как альтернативное название династии Дал Арайде.

## Современная культура
Юнионистские писатели в современной Северной Ирландии, в частности, Иэн Адамсон, рассматривают круитнов как древний аналог их собственного северного сепаратизма.
В честь данного народа назван астероид «3753 Cruithne».